# Helmuth Schwenn
Helmuth Schwenn (* 27. Januar 1913 in Hannover; † 16. Juli 1983 dortselbst; manchmal auch Helmut Schwenn) war ein deutscher Wasserballspieler.
Helmuth Schwenn spielte für SV Wasserfreunde 1898 Hannover. Von 1936 bis 1938 wurde Schwenn dreimal in Folge deutscher Meister. Mit Bernhard Baier, Fritz Gunst, Fritz Stolze und Schwenn gehörten bei den Olympischen Spielen 1936 vier Spieler der Wasserfreunde zum deutschen Aufgebot. Die deutsche Mannschaft gewann alle Spiele bis auf das Spiel gegen Ungarn, welches mit 2:2 endete. Ungarn erhielt wegen des besseren Torverhältnisses die Goldmedaille, Deutschland gewann Silber. Schwenn wurde in zwei Spielen eingesetzt.